# Delkovec
 Delkovec  falu Horvátországban Krapina-Zagorje megyében. Közigazgatásilag Mače községhez tartozik.

## Fekvése
Krapinátóltól 13 km-re délkeletre, községközpontjától  5 km-re északra a Horvát Zagorje területén fekszik.

## Története
A falunak 1857-ben 249, 1910-ben 479 lakosa volt. Trianonig Varasd vármegye Zlatari járásához tartozott. 2001-ben 166 lakosa volt.

## Külső hivatkozások
A község hivatalos oldala